# Mandulis
Mandulis és el nom grec d'un déu egipci anomenat Merw, Merwl, Merwil, Merweter, Menrwil o Menlil.
Era un déu adorat a la Baixa Núbia i especialment pels blèmies, nòmades de la regió entre el Nil i la costa de la mar Roja, que encara l'adoraven al segle vi.
Se'l representa com un nen o un noi o, de vegades, com un lleó o un ocell amb cap d'home.
El nom de Mandulis te les arrels en els termes del grec antic: de Merul o Melul. El centre del seu culte era el temple de Kalabsha a Talmis, però també tenia un temple dedicat a ell a Ajuala.
Fou considerat fill d'Isis i Osiris i després identificat també amb Horus en el període ptolemaic i romà. També se l'associa a Satis, deessa de la primera cascada del Nil, i a Wadjet, deessa de Buto.